# Lautten Compagney
L'ensemble Lautten Compagney (ou Lautten Compagney Berlin) est un ensemble allemand de musique baroque sur instruments anciens, fondé en 1984 et basé à Berlin.

## Historique
L'ensemble Lautten Compagney a été fondé en tant que duo de luths en 1984 par le luthiste Wolfgang Katschner et le théorbiste Hans-Werner Apel,, qui étudiaient à l'époque la guitare classique à la Hochschule für Musik „Hanns Eisler“.
L'ensemble a évolué au fil des ans, un orchestre entier se développant autour de Katschner et Apel, qui continuent cependant à se produire en tant que duo de temps à autre,.
Il adopte des configurations très variables allant de l'ensemble de musique de chambre à l'orchestre d'opéra baroque. L'Association des Amis de l'ensemble s'est érigée en Berliner Gesellschaft zur Förderung Alter Musik Con voce e tiorba (Société berlinoise de promotion de la musique ancienne pour voix et théorbe).

## Répertoire
Le répertoire s'étend du début du baroque vers 1600 à la musique romantique de Felix Mendelssohn Bartholdy, avec un effectif très variable.

## Effectif
L'effectif du Lautten Compagney comporte généralement entre dix et quinze musiciens. Voici, à titre d'exemple, la composition de l'ensemble en 2012 et 2013 :
| Instruments      | Musiciens                                                   |
| ---------------- | ----------------------------------------------------------- |
| Violon           | Maren Ries (2012), Anne von Hoff, Birgit Schnurpfeil (2013) |
| Violon alto      | Ulrike Paetz                                                |
| Viole de gambe   | Ulrike Becker                                               |
| Violone          | Annette Rheinfurth                                          |
| Flûte à bec      | Martin Ripper (2012), Simon Borutzki (2013)                 |
| Cornet à bouquin | Marie Garnier-Marzullo (2012), Friederike Otto (2013)       |
| Trombone         | Kentaro Wada                                                |
| Douçaine         | Monika Fischalek                                            |
| Harpe            | Johanna Seitz                                               |
| Luth             | Wolfgang Katschner                                          |
| Théorbe          | Hans-Werner Apel                                            |
| Clavecin         | Mark Nordstrand                                             |
| Orgue            | Mark Nordstrand                                             |
| Percussions      | Peter Bauer                                                 |

## Distinctions
- 2010 : prix ECHO Klassik dans la catégorie Bestes Ensemble – Alte Musik (meilleur ensemble de musique ancienne)[4],[5] ;
- 2012 : Rheingau Music Prize[5].

## Discographie sélective
L'ensemble Lautten Compagney a enregistré pour les labels Deutsche Harmonia Mundi, Carus-Verlag, Berlin Classics, Raumklang, New Classical Adventures, Arthaus Musik, Claves, Coviello Classics, CPO et Capriccio.
- 2019 : Baroque Gender Stories, avec Vivica Genaux et Lawrence Zazzo, dhm/Sony
- 2018 : War & Peace 1618:1918, avec Dorothee Mields, dhm/Sony
- 2018 : Didone abbandonata de Georg Friedrich Händel / Leonardo Vinci, Weltersteinspielung, dhm/Sony
- 2018 : Misterio : Astor Piazzolla et Heinrich Ignaz Franz Biber, avec Julia Schröder, dhm/Sony
- 2017 : La dolce vita de Monteverdi, avec Dorothee Mields, dhm/Sony
- 2017 : Neun Deutsche Arien & Arien aus der Brockes-Passion de Georg Friedrich Händel, avec Ina Siedlaczek, audite
- 2016 : Bach without words, cantates de Bach, instrumental, dhm/Sony
- 2015 : Maximilian III. Joseph : Stabat Mater c-moll, enregistrement du concert du 27 février 2015, Diözesanmuseum Freising
- 2015 : Die Reisen des Marco Polo oder Nichts über China!, Hörbuch avec Eva Mattes et Wu Wei, Sheng & Erhu, Deutsche Harmonia Mundi
- 2015 : On the Trail of Marco Polo from Venice to China, avec Wu Wei, Sheng & Erhu, Deutsche Harmonia Mundi
- 2015 : Rinaldo, opéra de Georg Friedrich Händel, DVD/Blu-ray, Arthaus Musik
- 2014 : Marienvesper de Monteverdi, avec l'Ensemble Amarcord, Carus-Verlag
- 2013 : Wie schön leuchtet der Morgenstern, Noëls luthériens de Samuel Scheidt, Michael Praetorius, Matthias Weckmann, Johann Hermann Schein, Heinrich Schütz, Franz Tunder et Johann Crüger, avec Dorothee Mields et Paul Agnew
- 2012 : Bach - Die Motetten, Deutsche Harmonia Mundi
- 2012 : Handel with Care, adaptation instrumentale d'arias de Georg Friedrich Haendel, Deutsche Harmonia Mundi
- 2009 : Love Songs, de Henry Purcell, avec la soprano Dorothee Mields, Carus-Verlag
- 2009 : Timeless, musique de Tarquinio Merula et Philip Glass, Deutsche Harmonia Mundi
- 2009 : La Diva - Handel Arias for Cuzzoni, Simone Kermes chante des arias de Georg Friedrich Haendel, Berlin Classics
- 2007 : Weihnachtshistorie, cantates de Noël de Schütz, Buxtehude et autres, Berlin Classics
- 2007 : Dein edles Herz, der Liebe Thron, Dietrich Buxtehude, Carus-Verlag
- 2007 : O Gottes Stadt, o güldnes Licht, Dietrich Buxtehude, Carus-Verlag
- 2006 : Membra Jesu nostri, Dietrich Buxtehude, Raumklang
- 2007 :  Messiah de Georg Friedrich Haendel, version texte de Johann Gottfried Herder, Deutsche Harmonia Mundi
- 2006 : Il Pianto D'Orfeo, avec Kobie van Rensburg, New Classical Adventure
- 2005 : Teseo DVD, opéra de Georg Friedrich Händel, Arthaus Musik
- 2005 : Chirping of the Nightingale, Berlin Classics
- 2003 : La diavolessa, opéra de Baldassare Galuppi, CPO
- 2001 : Songs of an English Cavalier, avec Kobie van Rensburg, New Classical Adventure,
- 1999 : Capriccios, œuvres de Bellerofonte Castaldi, New Classical Adventure
- 1996 : Amore Dioppo, opéra de Giovanni Battista Bononcini, New Classical Adventure
- 1995 : The Broken Consort, œuvres de Matthew Locke, New Classical Adventure

## Source
- (de) Cet article est partiellement ou en totalité issu de l’article de Wikipédia en allemand intitulé « Lautten Compagney » (voir la liste des auteurs).